# Římskokatolická farnost u baziliky Nanebevzetí Panny Marie, Brno-Staré Brno
Římskokatolická farnost u baziliky Nanebevzetí Panny Marie, Brno-Staré Brno je územním společenstvím římských katolíků v rámci brněnského děkanství brněnské diecéze s farním kostelem Nanebevzetí Panny Marie.

## Historie farnosti
V areálu starobrněnského kláštera byly během archeologických výzkumů v 70. a 80. letech 20. století odkryty zbytky rotundy, jejíž počátky lze hledat v pozdním desátém století nebo nejpozději na samém počátku století jedenáctého.
Bazilika Nanebevzetí Panny Marie je jedna z nejvýznamnějších gotických památek Brna. Zdejší přilehlý klášter založila roku 1323 "královna vdova" Eliška Rejčka, která zde byla po své smrti roku 1335 pochována. Od doby založení zde sídlily cisterciačky, než sem roku 1782 přišli na základě tzv. Josefínských reforem císaře Josefa II. augustiniáni. Samotná bazilika byla v 18. století mírně barokizována.
Po příchodu augustiniánů se kostel Nanebevzetí Panny Marie stal pro celou oblast Starého Brna a okolí farním kostelem farním. Po dokončení kostela v Brně-Lískovci byly od roku 1930 z farnosti vyčleněny Bohunice a Starý Lískovec. Zřízena byla samostatná farnost Brno-Lískovec, kterou spravovali starobrněnští augustiniáni. Obdobně v roce 1938 vznikla samostatná farnost u nového kostela svatého Augustina v Masarykově čtvrti. Také zde byl prvním farářem starobrněnský augustinián.
Roku 1987 byl chrám papežem Janem Pavlem II. povýšen na baziliku minor.

## Bohoslužby
| Kostel                           | Místo      | Bohoslužba (den)                          | Hodina                     | Poznámka                            |
| -------------------------------- | ---------- | ----------------------------------------- | -------------------------- | ----------------------------------- |
| Bazilika Nanebevzetí Panny Marie | Brno-střed | neděle úterý středa čtvrtek pátek sobota  | 7.30,9.00,11.00 18.00      | farní kostel                        |
| Kostel sv. Leopolda              | Brno-střed | neděle pondělí úterý čtvrtek pátek sobota | 8.00 18.00 7.00 18.00 8.00 | klášterní kostel Milosrdných bratří |
| Kaple sv. Richarda Pampuri       | Brno-střed | neděle středa                             | 10.00 14.30                | kaple Nemocnice Milosrdných bratří  |

## Duchovní správci
Jména starobrněnských farářů jsou známa od 14. století. Až do zrušení cisterciáckého kláštera šlo o cisterciáky, poté až do roku 1950 o augustiniány. V letech 1950 až 1990 zde působili diecézní kněží, od roku 1990 opět augustiniáni.
Farářem byl od 1. srpna 1995 do ledna 2015 P. ThDr. Ing. Lukáš Evžen Martinec, OSA. Od 1. února 2015 byl farářem P. Mgr. Wit Marciniec, OSA. Od 1. prosince 2024 je farářem P. Jozef Ržonca, OSA.

## Primice
Ve farnosti slavili primice tito novokněží:
- Dne 5. července 1981 Pavel Kopecký
- Dne 6. července 2002 Tomáš Caha. [5]

## Aktivity ve farnosti
Den vzájemných modliteb farností za bohoslovce a bohoslovců za farnosti brněnské diecéze a Adorační den připadá na 14. července.
Na území farnosti se pravidelně koná tříkrálová sbírka. V roce 2019 se při ní vybralo více než 70 tisíc korun.